# ماریو بارتیرومو
ماریو بارتیرومو (انگلیسی: Maria Bartiromo؛ زادهٔ ۱۱ سپتامبر ۱۹۶۷) یک روزنامه‌نگار، خبرنگار، و گوینده اخبار اهل ایالات متحده آمریکا است.
بارتیرومو به مدت پنج سال در سی‌ان‌ان به عنوان تهیه‌کننده کار کرد تا اینکه در سال ۱۹۹۳ به سی‌ان‌بی‌سی ملحق شد، جایی که به مدت ۲۰ سال در این کانال روی آنتن بود. ماریا بارتیرومو در سی‌ان‌بی‌سی مجری برنامه‌های کلوزینگ بل و «آن د مانی» بود. او اولین روزنامه‌نگار تلویزیونی بود که گزارش‌های زنده را از بازار بورس نیویورک ارائه کرد. او برنده جوایز متعددی برای کارش در این برنامه‌ها شده‌است، از جمله دو جایزه امی. او با نام مستعار «هانی مانی»، علاوه بر رسانه‌ها، در صنعت مالی نیز توجه زیادی را به خود جلب کرد. کار او برای سی‌ان‌بی‌سی عمدتاً از نظر موضوع و رویکرد غیرسیاسی بود. او در هیئت مدیره تعدادی از سازمان‌های غیرانتفاعی و مدنی حضور دارد.
در سال ۲۰۱۳، او سی‌ان‌بی‌سی را ترک کرد و مجری میزبان برنامه‌های کانال‌های شرکت فاکس شد.
از فیلم‌ها یا برنامه‌های تلویزیونی که وی در آن نقش داشته‌است می‌توان به وال استریت: پول هرگز نمی‌خوابد، آربیتراژ اشاره کرد.